# Onthophagus biconifer
Onthophagus biconifer là một loài bọ cánh cứng trong họ Bọ hung (Scarabaeidae).